# Atomaria basalis
Atomaria basalis är en skalbaggsart som beskrevs av Wilhelm Ferdinand Erichson 1846. Atomaria basalis ingår i släktet Atomaria, och familjen fuktbaggar. Arten är reproducerande i Sverige.